# Luteina
Nella codifica europea degli additivi alimentari, la luteina (o E161b) è una xantofilla, di formula C40H56O2, corrispondente a quella del beta carotene con due gruppi ossidrilici negli anelli terminali.
Dal punto di vista commerciale la principale fonte di luteina è costituita dai fiori di Tagetes erecta. La luteina sotto forma di diestere palmitico (Helenen o Helenium) è contenuta nei petali di questi fiori, ampiamente coltivati allo scopo nell'America Latina, e ne viene estratta con solvente. L'estratto ha una concentrazione del 5-15% e può essere usato tal quale o sottoposto a saponificazione per ottenere la luteina sotto forma di alcol libero.